# Данавы
Дана́вы (санскр. दानव, IAST: dānava) — в индуистской мифологии класс асур. Они являются детьми Кашьяпы и Дану, дочери Дакши. По одним сведениям, у Дану было 50 сыновей, по другим — 100 сыновей, от которых произошли 10 родов данавов. Вот имена основателей этих родов:
- Экакша;
- Амритапа;
- Праламба;
- Нарака;
- Ватапи;
- Тапана;
- Шара;
- Махахану;
- Гарвиштха;
- Диргхаджихва.

Тесно связанные с дайтьями, данавы выступают как гиганты, сражающиеся против богов-девов. В Ригведе (РВ Х, 120, 6) говорится о семи Дану, то есть данавах. В Ведах к этим персонажам, связанным с водой, относят иногда Вритру и Намучи. Индра же повергает данавов в битве.
В эпической мифологии данавы упоминаются чаще. Так, появляются сведения, что в их создании участвовал Шива. Они становятся участниками сюжетов с Раваной и с разрушением богами крепости асур Трипуры. Согласно Махабхарате данавы находятся при Варуне в его великолепном дворце, соблюдают обеты, наделены рядом положительных качеств и даже приносят жертвы. Данавы вместе с девами и дайтьями участвуют в пахтании Молочного океана, но после получения амриты бог Вишну под видом красивой женщины очаровывает данавов, забирает у них божественный напиток и передаёт богам. Владыкой их называется Випрачитти. Кроме него, из данавов в эпосе особенно известны Шамбара и Намучи.